# Rhynchospora ruiziana
Rhynchospora ruiziana är en halvgräsart som beskrevs av Johann Otto Boeckeler. Rhynchospora ruiziana ingår i släktet småag, och familjen halvgräs. Inga underarter finns listade i Catalogue of Life.